# Xavante
Xavante är ett musikalbum utgivet 24 november 1994 av Ulf Lundell.

## Låtlista
1. Halvvägs till havet
2. Xavante
3. Pigor och drängar
4. Bli som du
5. Det jag vill minnas
6. Skuld
7. Rått och romantiskt
8. En dag när du öppnar din dörr
9. Florens
10. Hård vinter
11. Gruva

## Medverkande
- Ulf Lundell - sång, gitarr, munspel, piano, synth
- Hasse Engström - Wurlitzerpiano (6)
- Tomas Hultcrantz - bas (6)
- Björn Gideonsson - trummor (6)
- Magnus Tengby - slide-gitarr (6)
- Sten Booberg - akustisk gitarr (6)
- Maria Blom - sång (6)
- Ebba Forsberg - sång (6)
- Dan "Svarten" Ossiansson - teknik (6)
- Backa Hans Eriksson - stråkararrangemang (5,7,11)

## Listplaceringar
| Lista (1994-1995) | Topplacering |
| ----------------- | ------------ |
| Sverige           | 2            |